# Chinetosi
La chinetosi (o cinetosi) è un disturbo neurologico che alcuni individui provano in seguito a degli spostamenti ritmici o irregolari del corpo durante un moto, ad esempio in altalena, su di una giostra, o durante viaggi con mezzi di trasporto come nave, automobile, aereo, realtà virtuale ecc.

## Eziologia
Si tende ad attribuire la chinetosi a un disturbo dell'apparato vestibolare e del sistema nervoso parasimpatico ed, entro limiti modesti, all'atteggiamento psichico del soggetto, che risente del disallineamento tra gli impulsi percepiti (tra il sistema vestibolare e visivo).

La causa più diffusa pare sia relativa a piccole malformazioni strutturali congenite dell'apparato vestibolare presente nell'orecchio interno, questa, a sua volta, può essere ancora accentuata da stimoli visivi, olfattivi oppure a insorgenze gastrointestinali.

A loro volta, tali impulsi vanno a stimolare il centro del vomito presente nel midollo allungato causando nausea e vomito, spesso accompagnati da malessere generale, pallore, sudorazione fredda e ansia, sbadigli e aumento della salivazione. Soprattutto nel mal di mare possono altresì esser presenti altri sintomi, come mal di testa e diarrea. La sintomatologia in genere scompare al termine del viaggio.
La cinetosi si può distinguere in classica e in digitale (conosciuta anche cybersickness), nel primo caso si ha una stimolazione muscolare e vestibolare, ma non a livello visivo, motivo per cui in auto o nave è utile guardare avanti il tragitto che sta percorrendo il mezzo; nel caso della cinetosi digitale si ha una stimolazione opposta, si vede il movimento come scene in movimento (film o videogiochi) o anche il semplice scorrere una pagina web, ma non lo si percepisce a livello muscolare e vestibolare; il risultato è il medesimo, ed è un conflitto sensoriale che può provocare nausea.

## Clinica
Le chinetosi sono caratterizzate da nausea, vomito e vertigini.

## Trattamento e prevenzione
Farmaci atti a prevenire e combattere la chinetosi sono atropina e alcuni antiemetici.
Per la sola prevenzione si possono usare degli antagonisti muscarinici come la scopolamina (detta anche ioscina), in composizione orale o cerotto transdermico. Mai però usare loperamide (antidiarroico) in associazione con la scopolamina per possibile dannosa interazione farmacologica. L'azione sinergica dei due farmaci potenzia l'inibizione della motilità intestinale.